# Coyviller
Coyviller é uma comuna francesa na região administrativa de Grande Leste, no departamento de Meurthe-et-Moselle. Estende-se por uma área de 4,53 km². Em 2010 a comuna tinha 147 habitantes (densidade: 32,5 hab./km²).